# Чефранов, Сергей Васильевич
Сергей Васильевич Чефранов (1872, Воронеж — 1952, Москва) — русский советский географ, педагог, методист, автор школьных учебников по географии. Профессор (1941), заведующий кафедрой физической географии Московского педагогического института им. В. П. Потёмкина.

## Биография
В 1896 году окончил физико-математический факультет Московского университета.
Педагогическую деятельность начал преподавателем географии в 1900 году.
В 1900—1904 годах вместе с А. А. Крубером, С. Г. Григорьевым и А. С. Барковым принимал активное участие в создании 4 учебников географии для средних учебных заведений и 7 выпусков иллюстрированных географических сборников-хрестоматий в помощь учителю, которые затем неоднократно переиздавались. Работу в этом направлении продолжил и после революций 1917 года.
Преподавал в педагогических вузах Москвы, Воронежском университете, Ярославском педагогическом институте (1946—1948).
В институте методов обучения Академии педагогических наук РСФСР исследовал методику преподавания географии в школе и педагогическом вузе. Разрабатывал учебники и учебные пособия по курсу физической географии для средней школы.
Автор выдержавшего 15 изданий учебника «География СССР» для 7-го класса семилетней и средней школы (15 изд., 1956).

## Сочинения
- Европейская Россия: Иллюстрированный географический сборник / Составлен преподавателями географии А. Крубером, С. Григорьевым, А. Барковым, С. Чефрановым. - 4-е изд., испр. и доп. - М.: Типо-литография Т-ва И. Н. Кушнерев и К, 1913. - VI, [2], 624 с.: 15 вкл. л., 79 ил. - (в пер.)
- Северо-Западная область: Для школ I ступени. M.-Л., 1928 (совм с С. H. Соколовым).
- Хрестоматия по физической географии: Пособие для учителей. M, 1957.